# Pacifico Arcangeli
Pacifico Arcangeli (Treia, 14 marzo 1888 – Monte Grappa, 6 luglio 1918) è stato un presbitero e militare italiano, decorato di medaglia d'oro al valor militare alla memoria nel corso della prima guerra mondiale.

## Biografia
Nacque a Treia, provincia di Macerata, il 14 marzo 1888, figlio di Nazareno e Elisa Bellioni. Dopo aver frequentato le scuole elementari nel suo paese natale,  entrò nel seminario vescovile di Orte, conseguendo la licenza liceale a Firenze. Fu ordinato sacerdote nel dicembre 1912, divenendo insegnante di storia, scienze e lingua francese presso il seminario vescovile di Orte, essendo parroco a San Pietro. Dotato di vasta cultura umanistica, fu autore di numerose pubblicazioni storiche e letterarie , tra cui l'opera "Letteratura e crestomazia giapponese", scritta nel 1913 e pubblicata nel 1915 (ristampata nel 1990). Arruolato nel Regio Esercito il 1º giugno 1915, all'atto della mobilitazione generale, fu assegnato alla 9ª Compagnia di sanità preso l'ospedale militare del Celio a Roma. Nel settembre dello stesso anno fu nominato cappellano militare con il grado di tenente, assegnato al 40º Reggimento artiglieria da campagna, raggiungendo la zona di operazioni a Conca di Plezzo. Prese parte alla azioni sul Mrzli, a Gorizia e sul Monte Rombon nel 1916 e sul Vodice e sul Monte Santo nel 1917. Alla fine del 1917 fu trasferito al 252º Reggimento fanteria della Brigata Massa Carrara, schierato in linea sul Monte Asolone. Insieme ai fanti del reggimento partecipò ai combattimenti sul Roccolo, fra il Pertica e il Solarolo a nord del Monte Grappa. Il 6 luglio 1918 il reggimento fu incaricato di riconquistare quota 1503 del Monte Grappa, teatro di aspri combattimenti e fortemente difesa dal nemico. Recatosi al posto di medicazione per assistere i feriti, ma con il proposito di unirsi ai reparti d'assalto, munito unicamente di un bastone lasciò la trincea insieme ai fanti, raggiungendo la vetta. Mentre incitava i soldati, cadde mortalmente ferito da una scheggia di granata. La copertina disegnata da Achille Beltrame per la Domenica del Corriere fece conoscere la storia di questo sacerdote. Con Regio Decreto del 23 ottobre 1921 fu insignito della medaglia d'oro al valor militare alla memoria. Il comune di Orte gli ha intitolato una piazza e le scuole primarie.